# Katierla
Katierla är en ort i Burkina Faso.   Den ligger i regionen Cascades, i den sydvästra delen av landet, 400 km sydväst om huvudstaden Ouagadougou. Katierla ligger 305 meter över havet och antalet invånare är 787.
Terrängen runt Katierla är platt. Närmaste större samhälle är Niangoloko, 13,5 km söder om Katierla. 
Omgivningarna runt Katierla är en mosaik av jordbruksmark och naturlig växtlighet. Runt Katierla är det glesbefolkat, med 16 invånare per kvadratkilometer.